# 佳能 EOS 6D Mark II
佳能 EOS 6D Mark II是佳能公司于2017年7月发布的一款入门级全画幅数码单反相机。
该机型是佳能 EOS 6D 的后继机型，拥有2620万有效像素，最高6.5幅/秒的连拍速度，并可录制1080 60p的全高清影片。

## 争议

### 机身降格之嫌
佳能 EOS 6D MarkII 的机身采用了全塑料材质，而非上一代6D所采用的“主体金属+顶部塑料”的设计方案，其密封防护性较6D有所降低。